# Park Narodowy Kirishima-Kinkōwan
Park Narodowy Kirishima-Kinkōwan (jap. 霧島錦江湾国立公園 Kirishima Kinkō-wan Kokuritsu Kōen) – japoński park narodowy, który został utworzony 16 marca 1934 roku i obejmuje ochroną przyrodę południowej części wyspy Kiusiu (Kyūshū), w prefekturach Kagoshima i Miyazaki.
Park, którego powierzchnia wynosi 548,33 km², składa się z dwóch oddzielnych, znacznie oddalonych od siebie części. Pierwszą z nich stanowi znajdujący się na granicy prefektur, południowy fragment gór Kiusiu z posiadającym 23 wierzchołki wulkanicznym pasmem Kirishima, z najwyższym wzniesieniem Karakuni (Karakuni-dake), osiągającym 1700 m n.p.m. i bardzo aktywnym wulkanem Shinmoe-dake, który rozpoczął kolejne erupcje w 2011 roku. Na terenie tym występują liczne, choć niewielkie jeziora pochodzenia wulkanicznego.
Na południe od Kiusiu, w archipelagu Ōsumi-shotō położona jest wulkaniczna wyspa Yaku (Yaku-shima), o powierzchni ok. 500 km². Jest ona ostoją dziewiczej przyrody, której zasadniczą cechą jest zwarty kompleks cedrowej puszczy (Cryptomeria japonica). Jest ona schronieniem dla wielu gatunków zwierząt, takich jak jelenie, makaki japońskie, żółwie morskie oraz awifauny.
Wyspa Yaku jest wpisana na listę światowego dziedzictwa UNESCO.
Obecna nazwa parku została utworzona w 2012 roku ponieważ Yaku-shima została wydzielona jako Park Narodowy Yakushima (245,66 km²), a Park Narodowy Kirishima-Yaku został przemianowany na Park Narodowy Kirishima-Kinkō-wan (365,86 km²) (Kirishima Kinkō-wan Kokuritsu Kōen). Zatoka Kinkō (Kinkō-wan) nosi także nazwę Kagoshima. 

## Galeria

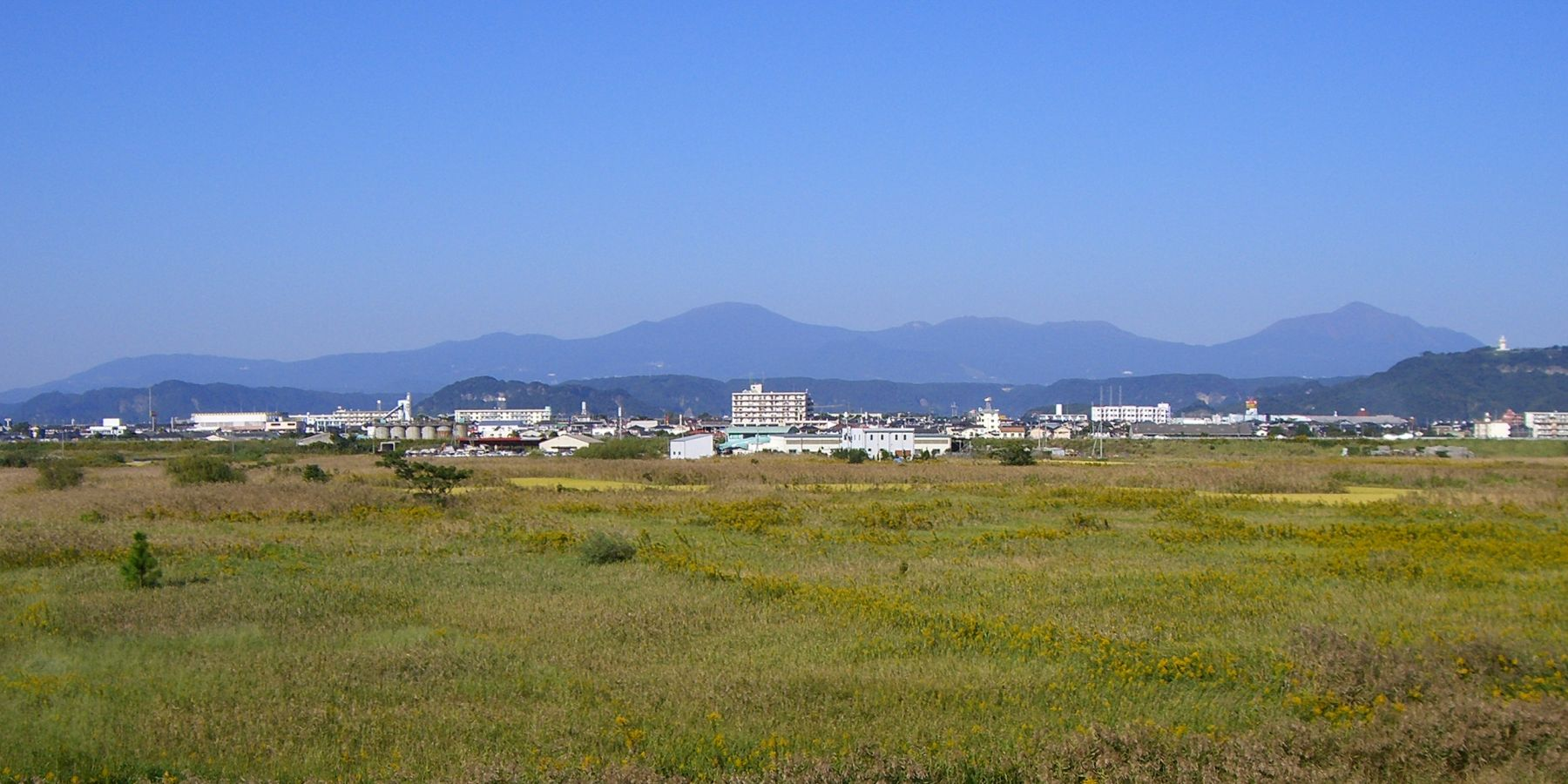
Pasmo Kirishima nieopodal miasta Kirishima
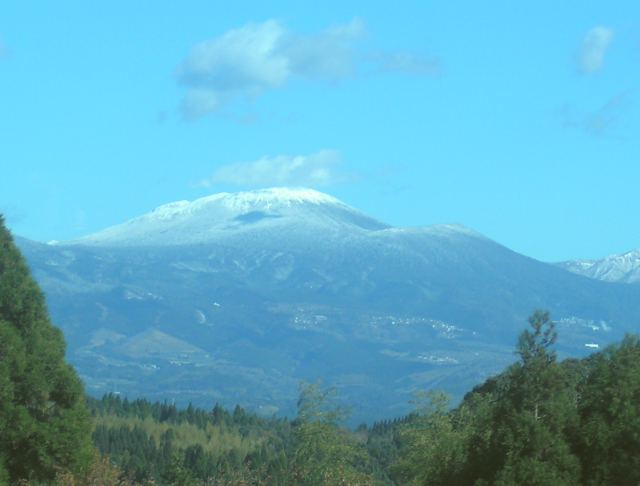
Szczyt Karakuni w paśmie Kirishima
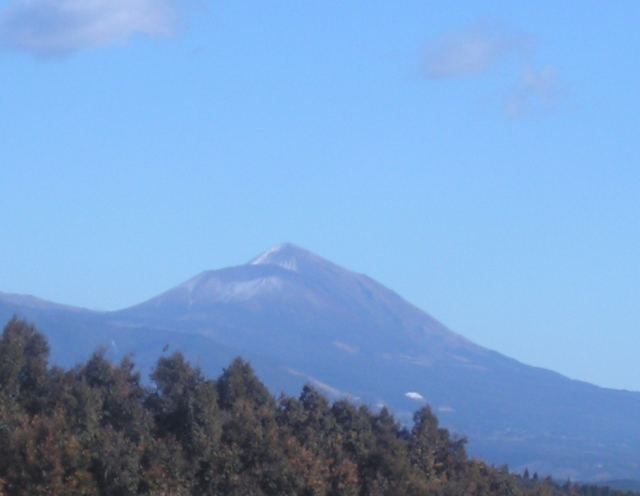
Pasmo Kirishima
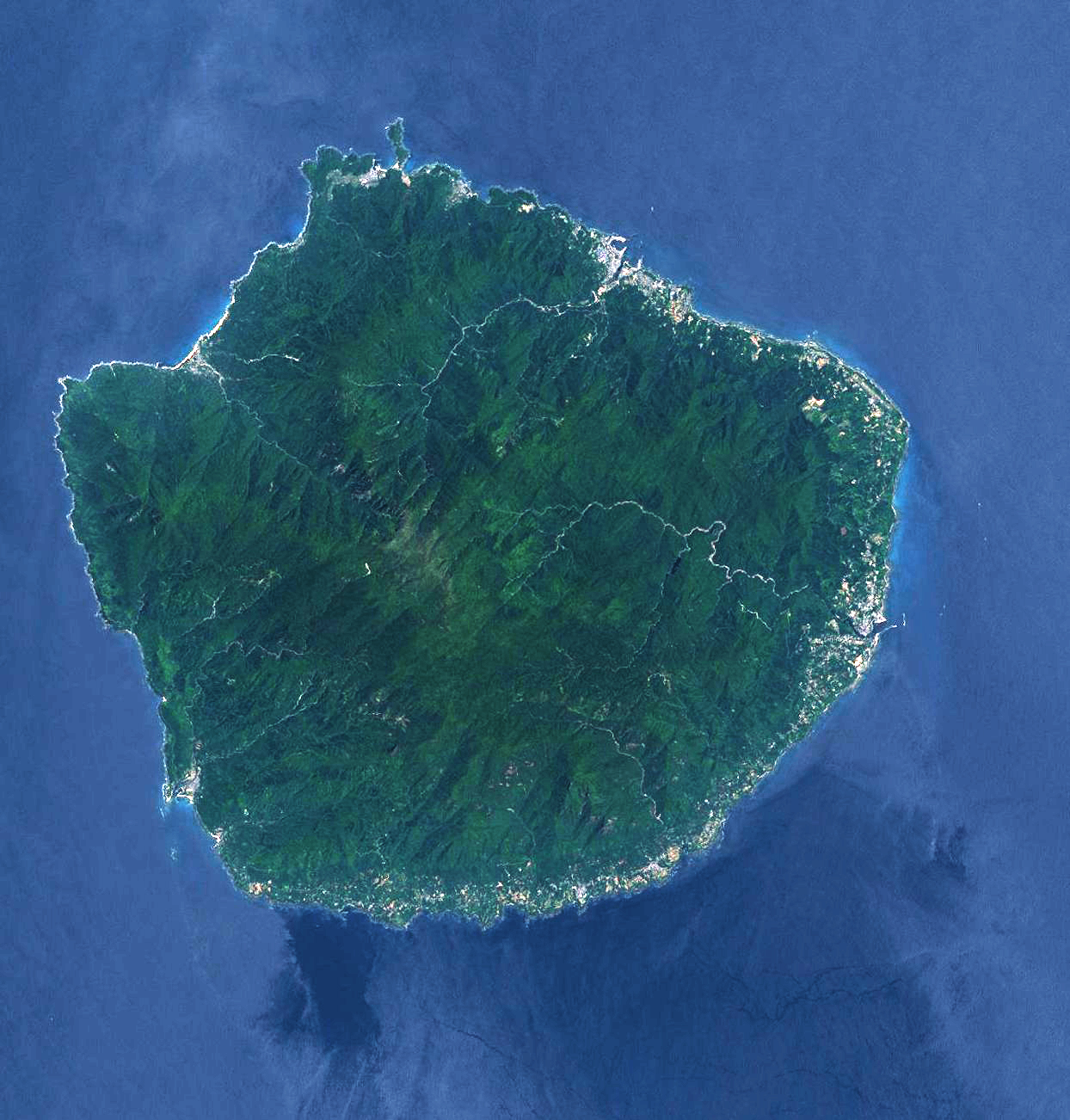
Yaku-shima, zdjęcie satelitarne
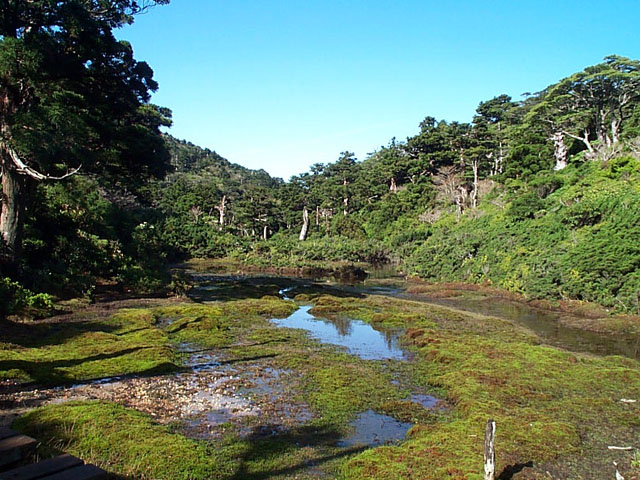
Yaku-shima, mokradło
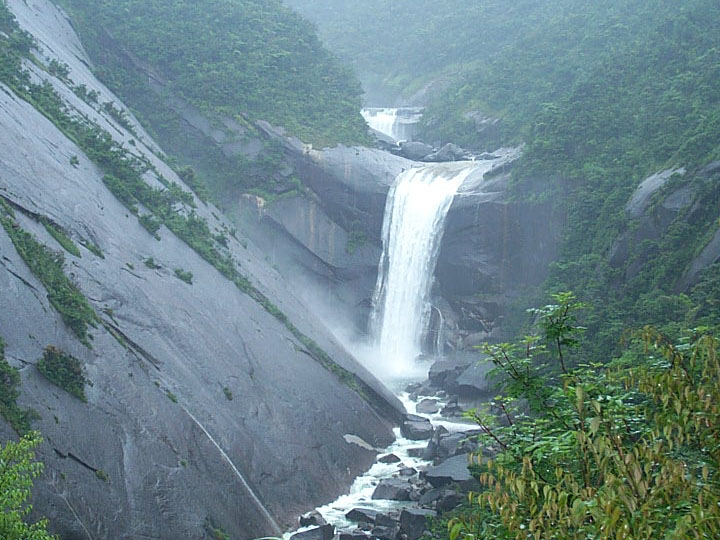
Yaku-shima, wodospad Senpiro
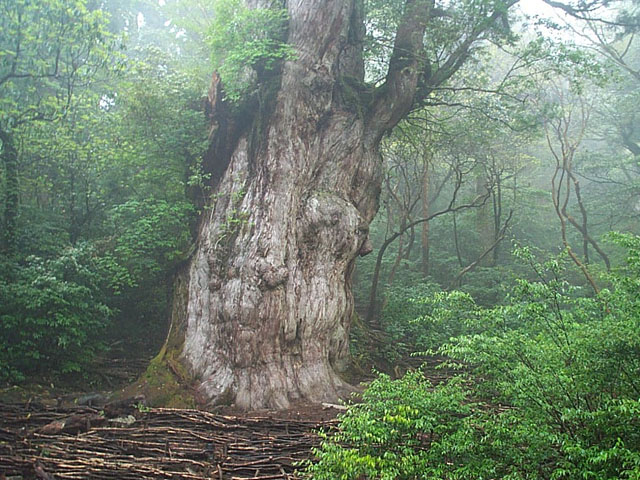
Yaku-shima, cedrowy las